# L. Roy Houck
L. Roy Houck (* 28. Januar 1905; † 22. November 1992) war ein US-amerikanischer Politiker. Zwischen 1955 und 1959 war er Vizegouverneur des Bundesstaates South Dakota.

## Werdegang
Über die Jugend und Schulausbildung von Roy Houck ist nichts überliefert. Später betätigte er sich als Rancher und Viehzüchter. Im Jahr 1959 musste er den größten Teil seiner Ranch aufgeben, weil das Land von einem Staudamm geflutet wurde. Stattdessen errichtete er die UUU Ranch, auf der er Büffel züchtete. Das Unternehmen entwickelte sich zur größten Büffelranch weltweit. Auf seinem Gelände wurden unter anderem große Teile des Films Der mit dem Wolf tanzt gedreht. Er war auch Gründer der National Buffalo Association.
Politisch war Houck Mitglied der Republikanischen Partei. Zwischen 1949 und 1954 saß er im Senat von South Dakota. 1954 wurde er an der Seite von Joe Foss zum Vizegouverneur von South Dakota gewählt. Dieses Amt bekleidete er zwischen 1955 und 1959. Dabei war er Stellvertreter des Gouverneurs und Vorsitzender des Staatssenats. Nach seiner Zeit als Vizegouverneur widmete er sich seiner Büffelranch. Roy Houck starb am 22. November 1992.